# Farbenfinsternis
Farbenfinsternis ist das vierte Album der Thüringer Dark-Metal-Band Eisregen.

## Entstehungsgeschichte
Im Voraus äußerte Roth, dass das vierte Album Farbenfinsternis in manchen Teilen das bislang brutalste Werk werden sollte und die Kontraste deutlicher herausgearbeitet würden, nachdem Roth mit dem Vorgänger Leichenlager nicht ganz zufrieden war, da die Kontraste „ein wenig verwässert“ wurden.
Last Episode, die Plattenfirma der Band, stand 2001 jedoch kurz vor der Insolvenz. Die anfallenden Studiokosten konnte die Firma nicht mehr bezahlen. Der Erscheinungstermin des Albums verzögerte sich, das Album erschien aber dennoch im gleichen Jahr. Kurz darauf ging die Plattenfirma jedoch endgültig bankrott. Der weitere Verlauf der Karriere war zu diesem Zeitpunkt ungewiss. Viele Musikmagazine boykottierten die Band aufgrund des Labels, womit keine Anzeigen mehr für das Album abgedruckt wurden und bei der Band eine interne Frustphase entstand. Nach einer einjährigen Pause fing man dann wieder an, Konzerte zu spielen. Erst 2004 erschien der Nachfolger Wundwasser über die neue Plattenfirma Massacre Records.

## Titelliste
1. Meine tote russische Freundin – 3:56
2. Im Reich der Fleischlichkeit – 4:48
3. Deutschland in Flammen – 4:08
4. 13 – 4:22
5. Dein Blut – 7:03
6. Kap. 1: Vorboten – 5:18
7. Kap. 2: Angst wird Fleisch – 5:44
8. Kap. 3: Schatten im Verstand – 4:23
9. Kap. 4: Mein Reich komme – 4:30
10. Kap. 5: Farbenfinsternis – 4:34
11. Ein Jahr im Leben des Todes – 4:25
12. Born Dead – 2:41 (nur Digipak)

### Meine tote russische Freundin
Das Lied handelt von einem verheirateten Mann, der in einer warmen Sommernacht mit einer Prostituierten in einer Wohnung in der Innenstadt sexuellen Kontakt hat und ihr während dieser Handlung die Kehle durchbeißt, wobei er den Akt jedoch nicht unterbricht und noch weitermacht. Der Refrain mit ironisch-makaberen Sätzen wie „Schon meine Mutter hat gesagt, beende was du angefangen hast“ wird klar gesungen und stellt einen Kontrast zu den Schilderungen von Gewalt und Nekrophilie dar; hierbei handelt es sich um das erste Lied der Band mit klarem Gesang. Die Leiche konserviert er schließlich, um sich immer wieder an ihr vergehen zu können.
Das Lied wird im Indizierungsbericht folgendermaßen erwähnt:

„Darüber hinaus enthalten einzelne Liedtexte (z.B. Titel 01 ‚Meine tote russische Freundin‘) die Beschreibung sexueller Handlungen mit den grausam zu Tode gebrachten Opfern. Die Opfer werden zum bloßen Objekt degradiert, an welchem die krankhaften, menschenverachtenden Bestrebungen des in der Ich-Form Erzählenden ausgeübt werden.“

### Im Reich der Fleischlichkeit
Das Lied ist aus der Sicht eines Auftragsmörders geschrieben, der ein Bordell besucht, wo er sich noch einmal entspannt, bevor er sich am nächsten Morgen auf den Weg zu seinem nächsten Opfer macht. Beschrieben wird dabei vor allem der Kontrast zwischen Auslebung von körperlicher Liebe und eiskaltem Mord für Geld:

„Ein paar Menschen sterben, ein paar Menschen lieben

Und dies ist das Spiel, das wir alle hier spielen.

Für beide Seiten bin ich gerne bereit

Im Reich der Fleischlickeit.“

### Deutschland in Flammen
Das Lied beginnt mit einem Zitat aus dem Horrorfilm-Klassiker Dawn of the Dead:

„Ruhe bitte, Ruhe bitte! Manchmal fragt man sich, ob sich die Rettungsversuche überhaupt lohnen. Lohnt es sich die Menschen zu retten? So wie ich die Sache sehe ist die Intelligenz bereits ausgerottet und es leben nur noch die Idioten.“

Das Lied selbst handelt von einem hasserfüllten Brandstifter der Nachts von Stadt zu Stadt zieht und die Häuser in Brand setzt, um möglichst viele Menschen mit in den Tod zu reißen. Am Ende wird er jedoch gestellt und tötet sich selbst, wobei er die anderen noch mit sich nimmt.
Hinter dem Lied steckte die Idee, die immer wieder auftauchenden Gerüchte über eine angebliche rechtsextreme Gesinnung der Band, endgültig zu entkräften, jedoch gelang dies nicht komplett, da nach Yantits eigener Aussage die Band immer wieder von Leuten, die den Text komplett anders auffassten, angesprochen wurde.

### 13
Das Lied handelt von einem Menschen, der an einem kalten Novembertag auf den Friedhof geht um Blumen an das Grab einer jungen Frau zu legen. Er erinnert sich zurück an damals, wo er sie traf, ermordete, ihr Blut trank und die Leiche in den Fluss warf. Nach einiger Zeit der Erinnerung an diese Tat geht er vom Grab seines nun schon dreizehnten Opfers weg und wartet auf den nächsten Vollmond, an dem er wieder zuschlagen wird.

### Dein Blut
In einer abgedunkelten Wohnung, in die kein Licht dringt, trauert der Protagonist um seine tote Freundin und versucht, sein Leben in ein paar Worten zu Papier zu bringen, doch kommt nicht viel dabei heraus. Im Laufe des Liedes kommt es heraus, dass er sie selbst umbrachte, nachdem er sie den ganzen Tag gejagt hat.
Das Intro („Du suchst den Tod in einer klaren Nacht …“) stammt aus dem Film DellaMorte DellAmore.
Das Lied wurde im Indizierungsbericht erwähnt, wo die Beschreibung des Trinkens von Blut als Indizierungsgrund genannt wurde.

### Zyklus Farbenfinsternis

#### Kap. 1: Vorboten
Der Protagonist arbeitet bei einer Bank. Als der erste Frost kommt, wird er jedoch zusehends von Albträumen geplagt, die ihn schweißnass und mit vor Schrecken verzerrten Gesicht erwachen lassen. Er leidet schließlich am Tag auch an Verfolgungswahn, er wird schwer krank und sein Zustand wird immer schlimmer. Er fühlt sich, als ob etwas in ihm ist. An einem Morgen schließlich ist alles anders geworden. Er erwacht in Dunkelheit, die nur durch die Kerzen etwas aufgehellt wird, da die Elektrik verrückt spielt. Er ist schließlich in seinem Haus gefangen, das er nicht mehr verlassen kann. Wenn er aus dem Fenster blickt, kann er nichts sehen außer Schwärze, die sich bewegt. In seiner Not versucht er mit einem Hammer das Fenster einzuschlagen, doch das Glas will nicht zerbrechen. Verzweifelt dreht er durch und schreit so lange, bis er ohnmächtig wird. Nachdem er wieder wach wird, vernimmt er Stimmen.

#### Kap. 2: Angst wird Fleisch
Das Zeitgefühl längst verloren, ruft ihn etwas und er kann den Stimmen nicht entkommen. Er spürt, dass etwas in diese Welt kommt und dass dieses etwas ihn zu seinem Boten in dieser Welt auserwählt hat. Im Keller wird es geboren, ein Pesthauch weht als Begrüßung durch das Haus und die Temperatur sinkt im Haus immer mehr ab. Die Angst vor dem Wesen aus der Schattenwelt wird immer größer und er wartet in seinem Erbrochenen und eigenem Schweiß auf das Wesen, das ihm den Tod bringen wird.

#### Kap. 3: Schatten im Verstand
Als er aus dem Schlaf erwacht, ist das Wesen, das im Keller in diese Welt geboren wurde, neben ihm und blickt ihn an. Das Wesen ändert ständig seine Formen und dringt in seinen Verstand ein, den es schließlich komplett auslöscht und damit auch seine Vergangenheit. Das Wesen spricht zu ihm, doch kann er es nicht verstehen, sodass es schließlich seine Sprache spricht.

#### Kap. 4: Mein Reich komme
Das Wesen spricht zu dem Protagonisten und sagt ihm, dass er sich die Haut abziehen, das Herz rausreißen und sein ganzes Leben in es fließen lassen soll. Als Gegenleistung verspricht das Wesen ihm, dass er in einem neuen Reich, das es schaffen wird, der Erste sein wird und dann andere folgen werden, ebenso wie Unsterblichkeit, die er für sein Dienen erhalten wird.
Der Refrain „Mein Reich komme, mein Wille geschehe“ ist eine Abwandlung aus dem Vaterunser, in dem der Wortlaut „Dein Reich komme, Dein Wille geschehe“ lautet.
Im Indizierungsbericht wurde das Lied wegen folgender Textstelle als Darstellung von Kannibalismus erwähnt:

„Häute dich –

Deine Haut, so blutig rot

Schenk sie mir – an einem Stück …“

#### Kap. 5: Farbenfinsternis
Der Protagonist tut nun alles, was das Wesen ihm befohlen hat und stirbt. Die Farbenfinsternis setzt ein, die alte Welt wird ausradiert und der Fleischmond erscheint am Himmel. Er erhält ein neues Leben und zieht als Prophet des Wesens über das Land, um dessen neue Religion zu verbreiten. Im neuen Reich, das entsteht, wird er der Staub sein.

### Ein Jahr im Leben des Todes
Das Lied beschreibt ein Jahr im Leben des Todes und nennt von Januar bis November Ereignisse wie die Sturmflut in Hawaii, einen Flächenbrand in Australien, eine Überschwemmung, ein Bombenattentat, eine Kernschmelze in einem Kraftwerk und ähnlichen Vorfällen. Der Dezember wird in der letzten Strophe als Zusammenfassung dargestellt und betont, dass jedes Jahr voller dieser Unglücke ist:

„Der Dezember bringt den ersten Schnee

Weiß bedeckt er all die Gräber

Das, was der Tod geschaffen hat

Das alte Jahr nähert sich seinem Ende

Ein Jahr, wie es viele zuvor gab

Ein Jahr im Leben des Todes …“

Das Intro bei Ein Jahr im Leben des Todes stammt – ebenso wie bei Dein Blut – aus dem Film DellaMorte DellAmore, wo es von Francesco Dellamorte gesagt wurde.

### Born Dead
Bei dem Lied handelt es sich um eine Coverversion der amerikanischen Band Death und damit das bisher einzige englischsprachige Lied von Eisregen.

## Gestaltung
Das Cover des Albums zeigt eine gemalte nackte, an ein Holzgerüst gefesselte Frau, deren Gesicht mit einer Gasmaske verdeckt ist. Auf der Rückseite, bei der Titelliste, ist eine Gasmaske mit einem durchgeschlagenen Blickfenster zu sehen, aus welchem Blut herausfließt. In einem Interview äußerte Yantit, dass das Covermotiv diesmal nicht auf die Texte bezogen sei. Die Künstlerin, welche die Artworks gezeichnet habe, habe die Texte vorliegen gehabt und werde sich schon etwas bei der Gestaltung gedacht haben. Seiner Meinung nach repräsentiert das Cover mehr Eisregen selbst.
Sämtliche Artworks im Beiheft und auf der Verpackung stammen von der Künstlerin Ans de Bruin, die auch die Motive für das Video Lager Leipzig und das Krebs-macht-frei-T-Shirt entwarf. Für jedes Lied des Albums ist im Booklet eine graphische Untermalung dieser Künstlerin abgedruckt.

## Indizierung
Seit dem 28. Februar 2004 ist Farbenfinsternis in Deutschland indiziert. Gründe dafür sind Texte mit laut der Bundesprüfstelle für jugendgefährdende Medien (BPjM) verrohender Wirkung, die, so die BPjM, Themen wie Kannibalismus (Mein Reich komme) und Nekrophilie (Meine tote russische Freundin) in explizierter Veranschaulichung und ohne Kritik an den Gewalttaten behandeln.
Im Indizierungsbericht wurde auch die Aufmachung des Beihefts negativ erwähnt:

„Im Textbuch selbst findet sich zu jedem Titel eine gezeichnete Illustration, die den Inhalt des Textes visuell unterlegt. Die Darstellungen sind sämtlich durchzogen von Darstellungen Verletzter bzw. Toter, zum Teil stark blutender menschlicher Körper[.]“

Durch diese und die vorhergehende Indizierung des Albums Krebskolonie verlor die Band zwei ihrer wichtigsten Werke für den deutschen Markt und erlitt finanziell einen schweren Schlag. Mehrere Auftritte mussten abgesagt werden, da die Band zu wenige Lieder hatte, die sie live spielen durfte. Ab diesem Zeitpunkt durften die Lieder von Farbenfinsternis nur noch vor volljährigem Publikum gespielt werden.
Trotz der Indizierung darf das offizielle T-Shirt, auf dessen Vorderseite das Cover zu sehen ist, weiterhin ohne Beschränkung in Deutschland verkauft werden.
Im Dezember 2023 wurde dem Antrag auf vorzeitige Listenstreichung des Albums stattgegeben. Damit ist das Album nicht mehr indiziert.